# Adam Back
Adam Back (Londres, Reino Unido; julio de 1970) es un criptógrafo y cypherpunk británico. Es el CEO de Blockstream, empresa que cofundó en 2014. Inventó Hashcash, que se utiliza en el proceso de minería de Bitcoin.

## Vida
Back nació en Londres, Inglaterra, en julio de 1970. Su primera computadora fue una Sinclair ZX81. Aprendió Basic de forma autodidacta y pasó su tiempo invirtiendo la ingeniería de videojuegos, encontrando claves de desencriptación en paquetes de software. Completó sus niveles A en matemáticas avanzadas, física y economía.[cita requerida]
Tiene un PhD en sistemas distribuidos por la Universidad de Exeter. Durante su doctorado, Back trabajó con compiladores para utilizar computadoras paralelas de manera semi-automatizada. Se interesó en la encriptación PGP, el dinero electrónico y los remailers anónimos. Pasó dos tercios de su tiempo trabajando con encriptación. Después de graduarse, Adam trabajó como consultor en startups y grandes empresas en el campo de la criptografía aplicada, escribiendo bibliotecas criptográficas, diseñando, revisando y rompiendo los protocolos criptográficos de otros.

## Software criptográfico

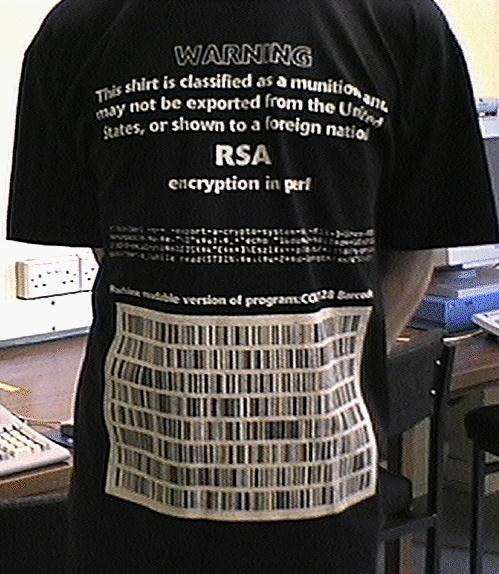
Camiseta de "Munitions" de Back, que presentaba código informático que era considerado un arma en Estados Unidos.

Back es un pionero en la investigación temprana de activos digitales, similar a Wei Dai, David Chaum y Hal Finney. En 1997, Back inventó Hashcash. Un sistema similar se utiliza en Bitcoin.
También implementó credlib, una biblioteca que implementa los sistemas de credenciales de Stefan Brands y David Chaum.
Fue el primero en describir la propiedad de seguridad "secreto hacia adelante no interactivo" para el correo electrónico cifrado, implementando el concepto en el protocolo Mixmaster.
Mixmaster es un remailer anónimo que permite enviar correos electrónicos cifrados de manera que la identidad del remitente quede oculta, siendo Back una figura clave en su desarrollo.

## Blockstream y Bitcoin
En 2014, Adam Back cofundó Blockstream, una compañía enfocada en el desarrollo de tecnología financiera basada en blockchain. Blockstream es responsable del desarrollo de Sidechains, una tecnología que permite que diferentes blockchains interoperen entre sí, lo que potencia el ecosistema de Bitcoin al permitir la innovación sin comprometer la seguridad de la cadena principal.
En la comunidad de criptomonedas, Back es a menudo mencionado como uno de los principales candidatos a ser Satoshi Nakamoto, el misterioso creador de Bitcoin. Aunque Back ha negado estas afirmaciones, su temprana participación en la criptografía y la invención de Hashcash lo han mantenido en el centro del debate.
Además de su trabajo en Blockstream, Adam Back ha sido una figura clave en la comunidad de criptomonedas y ha contribuido significativamente al desarrollo de tecnologías de privacidad y seguridad en línea.

## Publicaciones
Back ha publicado varios artículos sobre criptografía, sistemas distribuidos y tecnologías de mejora de la privacidad. Es un defensor de los sistemas abiertos y de la descentralización en las redes. Entre sus publicaciones más relevantes se encuentran:
- Hashcash - A Denial of Service Counter-Measure (1997)
- Parallelization of general-purpose programs using optimistic parallel discrete event simulation techniques (1995)